# 643
643 (DCXLIII) fue un año común comenzado en miércoles del calendario juliano, en vigor en aquella fecha.

## Acontecimientos
- Mundo islámico: los árabes entraron en Trípoli (actual Libia, en la costa mediterránea).
- El emperador Constante II reconoce a Theodore Rshtuni como gobernante de Armenia, después de su exitosa campaña contra los musulmanes . Lo nombra comandante (nakharar) del ejército armenio.
- El rey Rotario de los lombardos difunde el Edicto de Rotario, que es la primera codificación de la ley lombarda (escrita en latín). El edicto garantiza los derechos solo para los súbditos lombardos.